# سیارک ۲۲۸۵۲
سیارک ۲۲۸۵۲ (به انگلیسی: 22852 Kinney، نامگذاری:1999RN129) بیست و دو هزار و هشتصد و پنجاه و دومین سیارک کشف شده‌است که در ۹ سپتامبر ۱۹۹۹ کشف شد.
قدر مطلق سیارک برابر ۱۵٫۳ است.